# Hiệp định Thương mại và Hợp tác Anh–EU
Hiệp định Thương mại và Hợp tác EU - Vương quốc Anh là hiệp định thương mại được ký kết vào ngày 24 tháng 12 năm 2020, giữa Liên minh Châu Âu (EU), Euratom và Vương quốc Anh. Nó được lên kế hoạch áp dụng tạm thời  ngay sau khi giai đoạn chuyển tiếp Brexit kết thúc vào ngày 31 tháng 12 năm 2020.
Thỏa thuận chi phối mối quan hệ giữa EU và Vương quốc Anh sau Brexit đã được ký kết sau tám tháng đàm phán thương mại giữa Vương quốc Anh và EU. Hiệp định quy định thương mại tự do hàng hóa và hạn chế tiếp cận thị trường lẫn nhau trong dịch vụ, cũng như các cơ chế hợp tác trong một loạt các lĩnh vực chính sách, các điều khoản chuyển tiếp về quyền tiếp cận của EU đối với nghề cá của Vương quốc Anh và sự tham gia của Vương quốc Anh vào một số Các chương trình của EU. So với quy chế trước đây của Vương quốc Anh là một quốc gia thành viên EU, điều này chấm dứt di chuyển tự do của người giữa các bên, tư cách thành viên của Vương quốc Anh trong Thị trường chung châu Âu và liên minh thuế quan, Vương quốc Anh tham gia vào hầu hết các chương trình của EU và thẩm quyền của Tòa án Công lý Châu Âu trong việc giải quyết tranh chấp.
Hiệp định này đang chờ Quốc hội Vương quốc Anh, Nghị viện Châu Âu và Hội đồng Liên minh Châu Âu phê chuẩn trước khi chính thức có hiệu lực. Nghị viện Vương quốc Anh dự kiến xem xét hiệp định trước cuối năm 2020, và Nghị viện châu Âu sẽ xem xét dự thảo vào đầu năm 2021.

## Bối cảnh
Vương quốc Anh trở thành thành viên của Cộng đồng châu Âu vào năm 1973, sau này trở thành EU và Euratom. Kể từ đó, Vương quốc Anh đã đóng góp xây dựng và tuân theo luật Liên minh Châu Âu, đơn đăng ký được các tòa án Châu Âu thụ lý.
Sau khi Vương quốc Anh quyết định trong cuộc trưng cầu dân ý năm 2016 để rời khỏi EU ("Brexit"), quốc gia này đã thực hiện điều này vào ngày 31 tháng 1 năm 2020. Cho đến ngày 31 tháng 12 năm 2020, một giai đoạn chuyển tiếp được áp dụng trong đó Vương quốc Anh vẫn được coi là một phần của EU đối với hầu hết các vấn đề. Sau đàm phán đầu tiên giữa Vương quốc Anh và EU dẫn đến thỏa thuận rút khỏi Brexit thực hiện việc rút tiền của Vương quốc Anh, các cuộc đàm phán bắt đầu để đạt được một thỏa thuận vĩnh viễn điều chỉnh thương mại và các mối quan hệ khác giữa EU và Vương quốc Anh sau khi kết thúc giai đoạn chuyển tiếp.

## Đàm phán
Chính phủ Vương quốc Anh do Boris Johnson lãnh đạo theo đuổi mong muốn tự do thương mại với EU trong khi phải tuân theo càng ít luật lệ của EU càng tốt, và đặc biệt là không thuộc thẩm quyền của Tòa án Công lý châu Âu. Về phần mình, EU khẳng định rằng cái giá để Vương quốc Anh tiếp cận Thị trường chung châu Âu là tuân thủ các quy định về trợ cấp, xã hội, môi trường và các quy định khác của EU để tránh bóp méo cạnh tranh trên thị trường chung. Một điểm gây tranh cãi lớn khác là nghề cá. Một phần của động lực cho Brexit là do Anh muốn giành lại toàn quyền kiểm soát vùng biển đánh cá của họ, trong khi các quốc gia ven biển của EU yêu cầu giữ lại tất cả hoặc hầu hết các quyền đánh bắt mà họ được hưởng theo Chính sách nghề cá chung của EU.
Hiệp định thương mại này, được đàm phán dưới áp lực thời gian ngày càng tăng do kết thúc giai đoạn chuyển tiếp vào ngày 31 tháng 12 năm 2020, đã phải giải quyết tất cả các vấn đề này. Các cuộc đàm phán thương mại chính thức, trong đó Michel Barnier đại diện cho EU và David Frost đại diện cho Vương quốc Anh, bắt đầu vào ngày 31 tháng 3 năm 2020. Ban đầu chúng dự kiến sẽ được kết thúc vào cuối tháng 10 năm 2020. Tuy nhiên, các cuộc đàm phán vẫn tiếp tục và chính thức kết thúc vào ngày 24 tháng 12 năm 2020 khi đạt được một thỏa thuận về nguyên tắc sau mười vòng đàm phán.